# Iván Shtyl
Iván Alexándrovich Shtyl (en ruso: Иван Александрович Штыль; Komsomolsk del Amur, URSS, 8 de junio de 1986) es un deportista ruso que compite en piragüismo en la modalidad de aguas tranquilas.
Participó en los Juegos Olímpicos de Londres 2012, obteniendo una medalla de plata en la prueba de C1 200 m.
Ganó veintisiete medallas en el Campeonato Mundial de Piragüismo entre los años 2006 y 2024, y veintitrés medallas en el Campeonato Europeo de Piragüismo entre los años 2006 y 2024.

## Palmarés internacional
| Juegos Olímpicos   | Juegos Olímpicos            | Juegos Olímpicos  | Juegos Olímpicos |
| Año                | Lugar                       | Medalla           | Competición      |
| ------------------ | --------------------------- | ----------------- | ---------------- |
| 2012               | Londres (Reino Unido)       | Medalla de plata  | C1 200 m         |
| Campeonato Mundial |                             |                   |                  |
| Año                | Lugar                       | Medalla           | Competición      |
| 2006               | Szeged (Hungría)            | Medalla de oro    | C2 200 m         |
| 2007               | Duisburgo (Alemania)        | Medalla de oro    | C2 200 m         |
| 2007               | Duisburgo (Alemania)        | Medalla de plata  | C4 200 m         |
| 2009               | Dartmouth (Canadá)          | Medalla de oro    | C1 4 × 200 m     |
| 2009               | Dartmouth (Canadá)          | Medalla de plata  | C2 200 m         |
| 2009               | Dartmouth (Canadá)          | Medalla de plata  | C2 500 m         |
| 2010               | Poznań (Polonia)            | Medalla de oro    | C1 200 m         |
| 2010               | Poznań (Polonia)            | Medalla de oro    | C1 4 × 200 m     |
| 2010               | Poznań (Polonia)            | Medalla de plata  | C2 200 m         |
| 2011               | Szeged (Hungría)            | Medalla de oro    | C1 4 × 200 m     |
| 2011               | Szeged (Hungría)            | Medalla de plata  | C1 200 m         |
| 2013               | Duisburgo (Alemania)        | Medalla de oro    | C2 500 m         |
| 2013               | Duisburgo (Alemania)        | Medalla de oro    | C1 4 × 200 m     |
| 2013               | Duisburgo (Alemania)        | Medalla de plata  | C1 200 m         |
| 2014               | Moscú (Rusia)               | Medalla de oro    | C2 200 m         |
| 2014               | Moscú (Rusia)               | Medalla de oro    | C2 500 m         |
| 2014               | Moscú (Rusia)               | Medalla de oro    | C1 4 × 200 m     |
| 2015               | Milán (Italia)              | Medalla de oro    | C2 200 m         |
| 2017               | Račice (República Checa)    | Medalla de oro    | C2 200 m         |
| 2017               | Račice (República Checa)    | Medalla de oro    | C2 500 m         |
| 2018               | Montemor-o-Velho (Portugal) | Medalla de oro    | C4 500 m         |
| 2018               | Montemor-o-Velho (Portugal) | Medalla de plata  | C1 200 m         |
| 2018               | Montemor-o-Velho (Portugal) | Medalla de bronce | C2 200 m         |
| 2019               | Szeged (Hungría)            | Medalla de oro    | C4 500 m         |
| 2021               | Copenhague (Dinamarca)      | Medalla de oro    | C2 200 m mixto   |
| 2021               | Copenhague (Dinamarca)      | Medalla de bronce | C4 500 m         |
| 2024               | Samarcanda (Uzbekistán)     | Medalla de oro    | C4 500 m mixto   |
| Campeonato Europeo |                             |                   |                  |
| Año                | Lugar                       | Medalla           | Competición      |
| 2006               | Račice (República Checa)    | Medalla de oro    | C2 200 m         |
| 2007               | Pontevedra (España)         | Medalla de oro    | C4 200 m         |
| 2007               | Pontevedra (España)         | Medalla de plata  | C2 200 m         |
| 2008               | Milán (Italia)              | Medalla de oro    | C4 200 m         |
| 2008               | Milán (Italia)              | Medalla de plata  | C2 200 m         |
| 2009               | Brandeburgo (Alemania)      | Medalla de oro    | C1 4 × 200 m     |
| 2009               | Brandeburgo (Alemania)      | Medalla de plata  | C1 200 m         |
| 2009               | Brandeburgo (Alemania)      | Medalla de plata  | C2 200 m         |
| 2010               | Corvera (España)            | Medalla de plata  | C2 200 m         |
| 2010               | Corvera (España)            | Medalla de bronce | C1 200 m         |
| 2013               | Montemor-o-Velho (Portugal) | Medalla de oro    | C2 500 m         |
| 2014               | Brandeburgo (Alemania)      | Medalla de oro    | C2 200 m         |
| 2014               | Brandeburgo (Alemania)      | Medalla de oro    | C2 500 m         |
| 2015               | Račice (República Checa)    | Medalla de oro    | C2 200 m         |
| 2015               | Račice (República Checa)    | Medalla de oro    | C2 500 m         |
| 2016               | Moscú (Rusia)               | Medalla de oro    | C2 500 m         |
| 2017               | Plovdiv (Bulgaria)          | Medalla de oro    | C2 200 m         |
| 2017               | Plovdiv (Bulgaria)          | Medalla de oro    | C2 500 m         |
| 2018               | Belgrado (Serbia)           | Medalla de oro    | C2 200 m         |
| 2018               | Belgrado (Serbia)           | Medalla de oro    | C4 500 m         |
| 2018               | Belgrado (Serbia)           | Medalla de plata  | C1 200 m         |
| 2024               | Szeged (Hungría)            | Medalla de oro    | C2 200 m         |
| 2024               | Szeged (Hungría)            | Medalla de oro    | C2 500 m         |